# 근접촬영

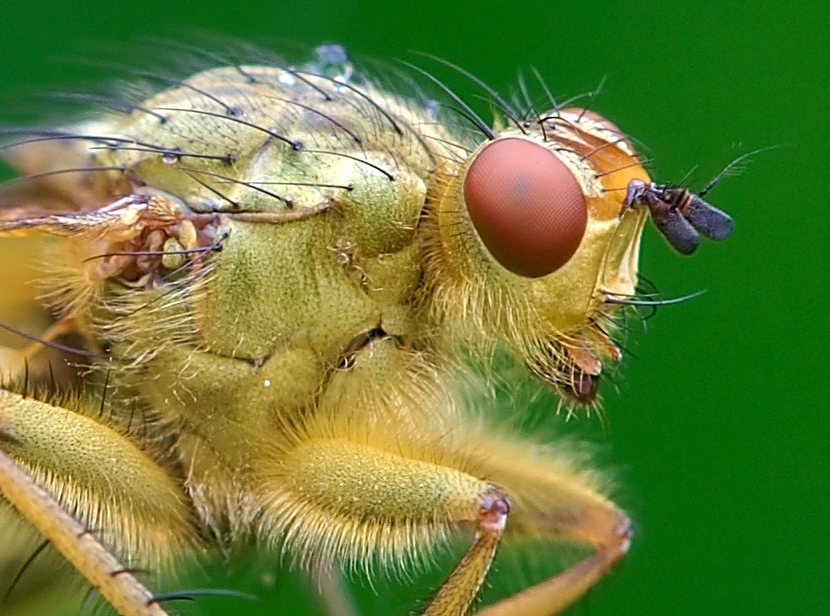

근접촬영(近接撮影)은 사진 촬영 방법의 하나이다. 매크로 촬영(Macro-), 접사(接寫), 클로즈업(Close-up)이라고도 한다. 가까운 거리의 피사체를 명확하게 촬영하는 것이다.

## 같이 보기
- 저속 촬영

근접촬영에서 한 단계 더 깊이 들어가 피사체를 1배 이상의 크기로 촬영하는 사진기술을 초접사(SuperMacro Photography 또는 ExtremeMacro Photography)라고 한다. 1배 크기는 등배촬영이라고도 하며 피사체가 이미지 센서에 실믈 크기대로 찍힌다. 접사링을 렌즈와 카메라 사이에 끼우면 1배 넘는 크기로 찍을 수 있다.